# Lycaena torgouta
Lycaena torgouta är en fjärilsart som beskrevs av Alphéraky 1882. Lycaena torgouta ingår i släktet Lycaena och familjen juvelvingar. Inga underarter finns listade i Catalogue of Life.